# Marta Matějová
Marta Matějová (rozená Prokopová,* 7. února 1988 Prostějov) je česká divadelní herečka. Vyrůstala v hudební rodině. Odmalička zpívala a tancovala. Do Brna přišla až roku 2003. Nastoupila do prvního ročníku konzervatoře.

## Role vMěstské divadle Brno
- Schovanka – Mam´zelle Nitouche
- Cosette – Les Misérables (Bídníci)
- Singoalla – Balada o lásce (Singoalla)
- Holčička – Čarodějky z Eastwicku
- Nanny – Mozart!
- Ermengarda – Hello, Dolly!
- Ronnette – Kvítek z horrroru
- Dora – Devět křížů
- Anička, inspicientka – Hra, která se zvrtla
- Babička Addamsová – The Addams Family
- Čarodějka – Big Fish (Velká ryba)